# 哈康·埃林森
哈康·埃林森（挪威語：Håkon Ellingsen，1894年11月25日—1971年10月22日），挪威男子赛艇运动员。他曾代表挪威参加1920年夏季奥林匹克运动会赛艇比赛，获得男子八人单桨有舵手铜牌。